# Deinhugia nigra
Deinhugia nigra är en fjärilsart som beskrevs av François Louis Nompar de Caumont de Laporte 1974. Deinhugia nigra ingår i släktet Deinhugia och familjen nattflyn. Inga underarter finns listade i Catalogue of Life.